# Challari, Koppal
Challari là một làng thuộc tehsil Koppal, huyện Koppal, bang Karnataka, Ấn Độ.